# Rock and Roll All Nite
«Rock and Roll All Nite» — песня американской группы Kiss. Сначала она появилась в альбоме 1975 года Dressed to Kill, а потом была выпущена была как 5-й сингл группы. На стороне «Б» была песня «Getaway» из того же альбома. Эта студийная версия песни достигла 68-го места в первой сотне журнала Billboard, улучшив результат предыдущего сингла «Kissin’ Time» (89-е место).
В октябре того же 1975 года как сингл была издана другая, концертная версия песни, которая в начале 1976 года достигла 12-го места, став первой из шести песен Kiss, которые в 1970-х годах достигнут первой двадцатки в США.
Песня «Rock and Roll All Nite» стала самой узнаваемой песней Kiss и с 1976 года закрывала почти каждый концерт группы. В 2008 году телеканал VH1 поместил её на 16 место в списке величайших песней в жанре хард-рок всех времён.
Кроме того, песня «Rock and Roll All Nite» в исполнении группы Kiss входит в составленный Залом славы рок-н-ролла список 500 Songs That Shaped Rock and Roll.
Журнал Rolling Stones поставил песню на 404 месте в списке 500 величайших песен 2024

## Позиции в хит-парадах
«Rock and Roll All Nite» (концертная версия):
Годовые чарты:
| Хит-парад (1976)                    | Позиция |
| ----------------------------------- | ------- |
| Канада (RPM Year-End)               | 126     |
| США (Billboard Top Popular Singles) | 96      |